# منصور عطائی
منصور عطائی (۱۲۸۳ تهران - ۱۳۶۳ تهران) مؤلف، محقق، بنیانگذار گروه زراعت و اصلاح نباتات، استاد دانشکده کشاورزی دانشگاه تهران و معاون وزیر کشاورزی در کابینه دکتر محمد مصدق و همچنین یکی از بنیانگذاران نهضت آزادی ایران بود.

## زندگی
منصور عطایی به سالِ ۱۲۸۳ در تهران متولّد شد. پس از اتمام دوره متوسطه تحصیلی در تهران وارد مدرسه عالی فلاحت شد و دیپلم کشاورزی گرفت. پس از آن در مسابقه اعزام دانشجو به خارج شرکت نموده و جز محصلین اعزامی از طرف دولت به فرانسه رفت و سه سال در مدرسه ملی کشاورزی گرینیون درس خواند. پس از آن جهت گذراندن دوره‌های تکمیلی به انستیتو اگرونومیک پاریس وارد شد و مجدداً دبیرستان کشاورزی و دانشکده را به پایان رساند و مهندس کشاورزی شد.

در سال ۱۳۱۵ به ایران بازگشت و با سمت دستیار مصطفی زاهدی در مدرسه عالی فلاحت (دانشکده کشاورزی کرج) به کار مشغول شد. مدتی هم ریاست بنگاه اصلاح نباتات را عهده‌دار شد. او در سال ۱۳۲۵ در شورای دانشکده کشاورزی به همراه دکتر تقی بهرامی و مهندس کریم ساعی عضویت یافت. در دانشکده کشاورزی علاوه بر استادی و معاونت، بین سال‌های ۱۳۳۱ تا ۱۳۳۳ رئیس دانشکده بود.

در ۱۳۳۰ با حفظ سمت به معاونت وزارت کشاورزی منصوب گردید. در تیرماه ۱۳۳۲ که مهندس خلیل طالقانی وزیر کشاورزی وقت، از سمت خود استعفا کرد، عطائی به کفالت آن وزارتخانه منصوب شد. اما پس از کودتای ۲۸ مرداد ۱۳۳۲ تحت تعقیب قرار گرفت، مدتی به زندان رفت و شغل دانشگاهی را هم از دست داد. پس از مدتی مجدداً به دانشگاه بازگشت و به آموزش پرداخت. عطائی در رشته تخصصی خود دارای تألیفاتی است، از جمله می‌توان کتاب زراعت را نام برد. او در ۱۳۶۳ در تهران درگذشت.

## اخراج از دانشگاه
در ۲۱ اسفند ۱۳۳۲، سی و چهار تن از شخصیت‌های طرفدار نهضت مقاومت ملی که در میان آن‌ها نام ۱۲ استاد دانشگاه تهران دیده می‌شد در اعتراض به تشکیل کنسرسیوم نفت با شرکت پنج شرکت آمریکایی نیوجرسی، سوکوئی، کالیفرنیا، گلف و تکزاس و نیز شرکت نفت انگلیس، شرکت شل و شرکت نفت فرانسه و یادآوری ضررهای این قرارداد خطاب به ملت ایران نامه‌ای نوشتند. استادانی که این نامه سرگشاده را امضا کرده‌بودند عبارت بودند از دکتر عبدالله معظمی، مهندس خلیلی، مهندس مهدی بازرگان، دکتر یدالله سحابی، دکتر اسدالله بیژن، دکتر کمال‌الدین جناب، دکتر محمد قریب، دکتر نعمت‌الهی، دکتر رحیم عابدی، مهندس عباس امیرانتظام، دکتر میربابائی و مهندس منصور عطائی.
چند روز بعد دوازده تن استادانی که با امضای نامه سرگشاده مورد غضب شاه و دولتِ زاهدی قرار گرفته بودند برخلاف مقررات استقلال دانشگاه، با دستور مستقیم محمدرضا شاه از سوی جعفری وزیر فرهنگ، از دانشگاه اخراج شدند.

## اصلاح بذر گندم
اولین ایرانی که شروع به اصلاح بذر و غلات نمود احمدحسین عدل وزیر کشاورزی وقت بود. پس از او منصور عطائی روی گندم‌های بومی نقاط مختلف کشور تحقیق و بررسی کرد. او با همکاری اعضا هیئت علمی گروه زراعت و اصلاح نباتات دانشگاه تهران طی مدت بیش از ۳۵ سال موفق به جمع‌آوری بیش از 10هزار نمونه گندم شد. همچنین اولین واریته گندمی که در ایران اصلاح و در اختیار کشاورزان قرار گرفت، رقم شاه‌پسند بود که اصلاح آن توسط منصور عطائی در سال ۱۳۲۱ خورشیدی در دانشکده کشاورزی کرج انجام شده بود.

## آثار و تالیفات علمی
برخی از آثار و تألیفات منصور عطائی از قرار زیر هستند:
- آزم‍ای‍ش ک‍ود م‍ع‍دن‍ی آزت‌دار: در زراع‍ت گ‍ن‍دم و دی‍م‍زاره‍ای زن‍ج‍ان
- زراعت، مرکز نشر سپهر، تهران، ۱۳۵۳ خورشیدی
- مطالعه گندمهای ایران ازنظر خواص زراعتی و صفات بتانیکی .۱ - گندمهای اراک، آزمایشگاه زراعت و اصلاح نباتات دانشکده کشاورزی دانشگاه تهران، ۱۳۳۳ خورشیدی
- گندمهای ایران از نظر خواص زراعتی، ۱۳۳۳ خورشیدی
- ارزش نانوایی گندم‌های بومی ایران، گندمهای آذربایجان و غرب، دانشگاه کشاورزی دانشگاه تهران، ۱۳۴۱ خورشیدی
- ارزش نانوائی گندمهای بومی ایران؛ گندمهای خراسان، دانشکده کشاورزی دانشگاه تهران، ۱۳۴۳ خورشیدی
- مطالعه گندمهای بومی ایران ازنظر خواص زراعتی و بتانیکی، جلد اول کلیات - خصوصیات بتانیکی و زراعی گندمهای بومی ایران، گروه اگرونومی دانشکده کشاورزی دانشگاه تهران، ۱۳۴۵ خورشیدی